# Balmanno House
Balmanno House ist ein Herrenhaus nahe der schottischen Ortschaft Marykirk in der Council Area Aberdeenshire. 1972 wurde das Bauwerk in die schottischen Denkmallisten in der höchsten Denkmalkategorie A aufgenommen.

## Beschreibung
Balmanno House steht isoliert rund 600 m nordöstlich von Marykirk abseits der A937. Das 1765 errichtete Herrenhaus gilt als ein herausragendes Beispiel eines zeitgenössischen Laird-Sitzes. Architektonisch bestehen große Parallelen zu der nahegelegenen Villa Forebank House.
Das Mauerwerk besteht aus grob zu Quadern behauenem Bruchstein, der zu einem Schichtenmauerwerk verlegt wurde. Die nordwestexponierte Hauptfassade des zweistöckigen Gebäudes ist fünf Achsen weit. Das zentrale Hauptportal ist mit Architrav mit ornamentiertem Schlussstein und schlichtem Gesimse ausgeführt. Ist die Hauptfassade mit Sichtmauerwerk ausgeführt, so sind die seitlichen Giebelfassaden mit Harl verputzt, wobei Einfassungen abgesetzt sind. Das Mauerwerk der Außengebäude sowie der Gartenumfriedung besteht aus Bruchstein. Die Remise ist mit einer rundbogigen Türe ausgeführt.